# Peter Zingraf
Peter Zingraf (* 1962 oder 1963; † 21. Mai 2024 in Berlin) war ein deutscher Diplomat. Er war von 2019 bis 2023 deutscher Botschafter in Albanien.

## Leben
Peter Zingraf studierte nach dem Abitur Romanistik mit den Schwerpunkten auf französischer und italienischer Literaturgeschichte in Aachen. Er setzte sein Studium in Frankreich an der Universität Poitiers sowie in Italien an der Universität Florenz fort und war anschließend als wissenschaftlicher Angestellter an den Universitäten Aachen und Freiburg im Breisgau tätig.
Sein Eintritt in den Auswärtigen Dienst erfolgte im Jahr 1993 in Bonn. Im folgenden Jahr ging er als Austauschbeamter in das italienische Außenministerium nach Rom. Nach seiner Rückkehr ins Auswärtige Amt übernahm er 1995 Aufgaben in dessen Politischer Abteilung. Von 1996 bis 1999 war Zingraf an der deutschen Botschaft in Warschau tätig.
Nach der Verlegung des Auswärtigen Amtes nach Berlin wurde Zingraf dort im Referat 604 („Wissenschaft und Hochschulen“) der Kulturabteilung eingesetzt. 2002 ging er an die deutsche Botschaft in Daressalam, Tansania. Von 2005 an arbeitete er in der Zentralabteilung des Auswärtigen Amtes und ab 2010 an der deutschen Botschaft in der irischen Hauptstadt Dublin, wo er Stellvertreter des Botschafters war. Zwischen 2013 und 2016 folgte eine Tätigkeit in der außenpolitischen Abteilung des Bundespräsidialamtes. Im Jahr 2016 kehrte Zingraf nochmals in die Zentralabteilung des Auswärtigen Amtes zurück.
Danach übernahm er erstmals das Amt eines Botschafters: Ab dem 1. August 2019 leitete Peter Zingraf als Nachfolger von Susanne Schütz die Deutsche Botschaft in der albanischen Hauptstadt Tirana. Ab Aufnahme der diplomatischen Beziehungen im Jahr 1987 war Zingraf der elfte deutsche Botschafter der Bundesrepublik Deutschland in Albanien. Im August 2023 folgte ihm Karlfried Bergner in diesem Amt nach.
Zingraf starb im Mai 2024 in Berlin im Alter von 61 Jahren an den Folgen einer kurzen und schweren Krankheit.

## Schriften
- Peter Zingraf: Deutsche Übersetzungen aus dem Italienischen im 18. Jahrhundert – ein Überblick. In: Elisabeth Arend (Hrsg.): Übersetzungsgeschichte als Rezeptionsgeschichte: Wege und Formen der Rezeption italienischer Literatur im deutschen Sprachraum vom 15. bis 20. Jahrhundert. Hitzeroth, Marburg 1993, ISBN 3-89398-132-2, S. 51–79.